# Deutscher Kongress für Philosophie
Der Deutsche Kongress für Philosophie ist ein seit 1947 stattfindendes Forum zur Förderung des Austauschs wissenschaftlicher Ergebnisse in der Philosophie. Er wird (seit 1966 in dreijährlichem Turnus) von der Deutschen Gesellschaft für Philosophie veranstaltet.

## Geschichte
Am 23. September 1847 kamen in Gotha auf Vorschlag von Immanuel Hermann Fichte zum ersten Mal deutsche Philosophen zusammen, um darüber zu beraten, „wie dem einer Wissenschaft unwürdigen Zustand der Eigenbrötelei, Originalitätssucht, des immer wieder von vorn Anfangens und einander nicht Verstehens in der Philosophie zu steuern sei. Das Bild, das er 1846 in seinen ‚Vorschlägen zu einer Philosophenversammlung‘ entwarf, ist dem Bilde des heutigen Zustands zum Verwechseln ähnlich. Es geht in unserem Fach noch ebenso asozial und verworren zu wie vor hundert Jahren, und wenn man die größere Zahl von publizierenden Philosophen, die reicheren Publikationsmöglichkeiten von heute bedenkt, gewiß noch um einige Grade verworrener, um nicht zu sagen: feindseliger.“ So Helmuth Plessner 1950 zur Einführung des III. Deutschen Kongresses für Philosophie in Bremen, bei dem die „Allgemeine Gesellschaft für Philosophie in Deutschland“ (2002 in „Deutsche Gesellschaft für Philosophie“ umbenannt) gegründet wurde, zu deren ersten Präsident er gewählt wurde.
- 1947: I. Deutscher Philosophen-Kongreß in Garmisch-Partenkirchen. Präsident: Paul Menzer (Halle)
- 1948: II. Deutscher Philosophen-Kongreß in Mainz. Präsident: Fritz-Joachim von Rintelen (Mainz), Ehrenpräsident: Theodor Litt (Bonn)
- 1950: III. Deutscher Kongreß für Philosophie in Bremen. Präsident: Helmuth Plessner (Göttingen)
- 1954: IV. Deutscher Philosophen-Kongreß in Stuttgart. Präsident: Aloys Wenzl (München), Ehrenpräsident: Eduard Spranger (Tübingen)
- 1957: V. Deutscher Kongreß für Philosophie in Marburg/Lahn. Präsident: Helmuth Plessner (Göttingen)
- 1960: VI. Deutscher Kongreß für Philosophie (Das Problem der Ordnung) in München. Präsident: Helmut Kuhn (München)
- 1962: VII. Deutscher Kongreß für Philosophie (Philosophie und Fortschritt) in Münster/Westfalen. Präsident: Helmut Kuhn (München)
- 1966: VIII. Deutscher Kongreß für Philosophie (Das Problem der Sprache) in Heidelberg. Präsident: Hans Georg Gadamer (Heidelberg)
- 1969: IX.  Deutscher Kongreß für Philosophie (Philosophie und Wissenschaft) in Düsseldorf. Präsident Ludwig Landgrebe
- 1972: X. Deutscher Kongreß für Philosophie (Natur und Geschichte) in Kiel. Präsident: Kurt Hübner (Kiel)
- 1975: XI. Deutscher Kongreß für Philosophie (Logik. Ethik. Theorie der Geisteswissenschaften) in Göttingen. Präsident: Kurt Hübner (Kiel)
- 1981: XII. Deutscher Kongreß für Philosophie (Der Mensch und die Wissenschaft vom Menschen) in Innsbruck. Präsident: Wolfgang Kluxen (Bonn)
- 1984: XIII. Deutscher Kongreß für Philosophie (Tradition und Innovation) in Bonn. Präsident: Wolfgang Kluxen (Bonn)
- 1987: XIV. Deutscher Kongreß für Philosophie (Einheit und Vielheit) in Gießen. Präsident: Odo Marquard (Gießen)
- 1990: XV. Deutscher Kongreß für Philosophie (Philosophie der Gegenwart – Gegenwart der Philosophie) in Hamburg. Präsident: Herbert Schnädelbach (Hamburg)
- 1993: XVI. Deutscher Kongreß für Philosophie (Neue Realitäten – Herausforderung der Philosophie) in Berlin. Präsident Hans Lenk (Karlsruhe)
- 1996: XVII. Deutscher Kongreß für Philosophie (Cognitio humana – Dynamik des Wissens und der Werte) in Leipzig. Präsident: Hans Poser (Berlin)
- 1999: XVIII. Deutscher Kongreß für Philosophie (Die Zukunft des Wissens) in Konstanz. Präsident: Jürgen Mittelstraß (Konstanz)
- 2002: XIX. Deutscher Kongreß für Philosophie (Grenzen und Grenzüberschreitungen) in Bonn. Präsident: Wolfram Hogrebe (Bonn)
- 2005: XX. Deutscher Kongress für Philosophie (Kreativität) in Berlin. Präsident: Günter Abel (Berlin)
- 2008: XXI. Deutscher Kongress für Philosophie (Lebenswelt und Wissenschaft) in Essen. Präsident: Carl Friedrich Gethmann (Duisburg-Essen)
- 2011: XXII. Deutscher Kongress für Philosophie (Welt der Gründe) in München. Präsident: Julian Nida-Rümelin
- 2014: XXIII. Deutscher Kongress für Philosophie (Geschichte – Gesellschaft – Geltung) in Münster. Präsident: Michael Quante
- 2017: XXIV. Deutscher Kongress für Philosophie (Norm und Natur) in Berlin. Präsident: Dominik Perler
- 2021: XXV. Deutscher Kongress für Philosophie (Das Wahre, Gute und Schöne) in Erlangen. Präsident: Gerhard Ernst
- 2024: XXVI. Deutscher Kongress für Philosophie (#digital | denken) in Münster. Präsident: Reinold Schmücker